# Жалкі перетинчастокрилі
Жалкі перетинчастокрилі (Aculeata) — інфраряд комах ряду Перетинчастокрилі, до якого належать мурахи, бджоли, оси, джмелі та інші. Мають яйцеклад, перетворений в жало. На відміну від більшості паразитичних перетинчастокрилих, у жалких перетинчастокрилих яйце під час його відкладання виводиться назовні з основи яйцеклада, канал якого служить лише для проведення отрути. Жало використовується для уколу і паралізації здобичі або (у суспільних перетинчастокрилих) для захисту гнізда.

## Класифікація
- Інфраряд Aculeata
  - Надродина Apoidea
    - Родина Andrenidae
    - Родина Apidae
    - Родина Colletidae
    - Родина Dasypodaidae
    - Родина Halictidae
    - Родина Megachilidae
    - Родина Meganomiidae
    - Родина Melittidae
    - Родина Stenotritidae
    - Родина Ampulicidae
    - Родина Crabronidae
    - Родина Heterogynaidae
    - Родина Sphecidae

  - Надродина Chrysidoidea
    - Родина Bethylidae
    - Родина Chrysididae
    - Родина Dryinidae
    - Родина Embolemidae
    - Родина Plumariidae
    - Родина Sclerogibbidae
    - Родина Scolebythidae

  - Надродина Vespoidea
    - Родина Bradynobaenidae
    - Родина Mutillidae
    - Родина Pompilidae
    - Родина Rhopalosomatidae
    - Родина Sapygidae
    - Родина Scoliidae
    - Родина Sierolomorphidae
    - Родина Tiphiidae
    - Родина Vespidae — Оси паперові або справжні

  - Надродина Formicoidea
    - Родина Armaniidae
    - Родина Formicidae (мурахи)